# Nectricladiella camelliae
Nectricladiella camelliae är en svampart som först beskrevs av Shipton, och fick sitt nu gällande namn av Crous & C.L. Schoch 2000. Nectricladiella camelliae ingår i släktet Nectricladiella och familjen Nectriaceae.   Inga underarter finns listade i Catalogue of Life.